# Leireken (bier)
Leireken is een Belgisch biologisch bier van hoge gisting.
Het bier wordt sinds 2007 gebrouwen in Brouwerij Strubbe te Ichtegem in opdracht van Thylbert bvba. Voorheen werd het gebrouwen bij Brasserie de Silenrieux.

## Geschiedenis
Toen in de jaren vijftig de oude spoorlijn tussen de Franse grens en Antwerpen gesloten werd, werd machinist Valeir herdacht met een café in het station langs de lijn in Steenhuffel. Leo De Smedt, vroeger mede-eigenaar van Brouwerij De Smedt besloot een bier te laten brouwen enkel op basis van biologische spelt en boekweit. Oorspronkelijk liet hij het bier brouwen in Silenrieux waar nog veel spelt en boekweit geteeld wordt.
Wegens de populariteit van het bier moest men in 2007 op zoek naar een andere brouwerij die een grotere capaciteit aankon. Sinds 2010 zijn de eigendomsrechten van Leireken verkocht aan Thylbert bvba. Het bier wordt wel nog steeds gebrouwen door Brouwerij Strubbe te Ichtegem.

## Varianten
Er bestaan 4 varianten:
- Boekweit Blond, blond bier met een alcoholpercentage van 6%
- Boekweit Bruin, bruin bier met een alcoholpercentage van 6%
- Witte Spelt, blond troebel bier met een alcoholpercentage van 5%
- Wilde Vruchten, rood bier met een alcoholpercentage van 5,2%. Het bier wordt gemaakt met zes verschillende soorten fruit: frambozen, aardbeien, vlierbessen, granaatappel, wilde kersen en bosbessen.